# Villers-Bouton
Villers-Bouton ist eine Gemeinde im französischen Département Haute-Saône in der Region Bourgogne-Franche-Comté.

## Geographie
Villers-Bouton liegt auf einer Höhe von 330 m über dem Meeresspiegel, acht Kilometer westnordwestlich von Rioz und etwa 24 Kilometer nördlich der Stadt Besançon (Luftlinie). Das Dorf erstreckt sich im Süden des Départements, auf einem Plateau im Hügelland, das sich zwischen dem Saônebecken und dem Flusstal des Ognon erstreckt.
Die Fläche des 5,26 km² großen Gemeindegebiets umfasst einen Abschnitt der gewellten Landschaft zwischen den Flusstälern von Ognon im Süden und Saône im Nordwesten. Der zentrale Teil des Gebietes wird vom Plateau von Villers-Bouton eingenommen, das durchschnittlich auf 350 m liegt. Es ist überwiegend von Acker- und Wiesland bestanden. Flankiert wird das Plateau im Südosten von der Hochfläche Les Aiguilles (380 m) und im Westen von der Anhöhe La Grande Plaine, auf der mit 421 m die höchste Erhebung von Villers-Bouton erreicht wird. In geologischer Hinsicht besteht die Hochfläche aus einer Wechsellagerung von kalkigen und sandig-mergeligen Sedimenten der mittleren und oberen Jurazeit, die durch mehrere in Richtung Südwest-Nordost orientierte Verwerfungen gestört sind. Es gibt hier keine oberirdischen Fließgewässer, weil das Niederschlagswasser im verkarsteten Untergrund versickert.
Nachbargemeinden von Villers-Bouton sind Recologne-lès-Rioz im Norden, Fondremand im Osten, Cordonnet im Süden sowie Fretigney-et-Velloreille im Westen.

## Geschichte
Im Mittelalter gehörte Villers-Bouton zur Freigrafschaft Burgund und darin zum Gebiet des Bailliage d’Amont. Die lokale Herrschaft hatten die Herren von Fondremand inne. Zusammen mit der Franche-Comté gelangte Villers-Bouton mit dem Frieden von Nimwegen 1678 definitiv an Frankreich. Heute ist Villers-Bouton Mitglied des 33 Ortschaften umfassenden Gemeindeverbandes Communauté de communes du Pays Riolais.

## Sehenswürdigkeiten
Die Dorfkapelle von Villers-Bouton wurde zu Beginn des 19. Jahrhunderts erbaut.

## Bevölkerung
| Jahr                       | 1962 | 1968 | 1975 | 1982 | 1990 | 1999 |
| Einwohner                  | 75   | 83   | 66   | 66   | 83   | 91   |
| Quellen: Cassini und INSEE |      |      |      |      |      |      |

Mit 178 Einwohnern (1. Januar 2022) gehört Villers-Bouton zu den kleinsten Gemeinden des Département Haute-Saône. Nachdem die Einwohnerzahl in der ersten Hälfte des 20. Jahrhunderts abgenommen hatte (1891 wurden noch 117 Personen gezählt), wurde seit Beginn der 1980er Jahre wieder ein leichtes Bevölkerungswachstum verzeichnet.

## Wirtschaft und Infrastruktur
Villers-Bouton war bis weit ins 20. Jahrhundert hinein ein vorwiegend durch die Landwirtschaft (Ackerbau, Obstbau und Viehzucht) und die Forstwirtschaft geprägtes Dorf. Außerhalb des primären Sektors gibt es nur wenige Arbeitsplätze im Dorf. Einige Erwerbstätige sind auch Wegpendler, die in den größeren Ortschaften der Umgebung ihrer Arbeit nachgehen.
Der Ort liegt abseits der größeren Durchgangsachsen an einer Departementsstraße, die von Oiselay-et-Grachaux nach Rioz führt. Weitere Straßenverbindungen bestehen mit Recologne-lès-Rioz und Boult.